# Liste der denkmalgeschützten Objekte in Velvary
Grundlage dieser Liste der denkmalgeschützten Objekte in Velvary ist die ÚSKP-Liste (Ústřední seznam kulturních památek České republiky, deutsch Zentrale Liste der Kulturdenkmäler der Tschechischen Republik), die von der tschechischen Denkmalschutzbehörde NPÚ (Národní památkový ústav, deutsch Nationale Denkmalbehörde) seit 1987 geführt wird und an die seit dem Jahr 1850 geschaffenen Listen anschließt.

## Denkmalgeschützte Objekte nach Ortsteilen

### Velvary
| Lage                                                                                 | Objekt                                   | Beschreibung | ÚSKP-Nr.                  | Bild                                     |
| ------------------------------------------------------------------------------------ | ---------------------------------------- | --- | ------------------------- | ---------------------------------------- |
| Velvary, nám. Krále Vladislava 7, Velvary (Standort)                                 | Stadthaus                                | In einem zweistöckigen Reihenhaus mit neubarocker Fassade aus dem späten 19. Jahrhundert sind mittelalterliche Keller erhalten. Der oberirdische Teil weist eine Renaissance- und Barockphase auf. Es gibt auch ein klassizistisches Tor mit geschnitzten Torflügeln aus dem frühen 19. Jahrhundert. | 35587/2-646 Info Katalog  | Stadthaus                                |
| Velvary, Třebízského 203, Velvary (Standort)                                         | Prager Tor                               | Bedeutende Zeugnisse mittelalterlicher Befestigungsarchitektur. Die Stadtbefestigung fand am Rande der Stadt statt, im fast flachen Gelände des südlichen Ufers des Velvar-Baches. Das Befestigungssystem, das bis auf einen kleinen Rest verschwunden ist, ist nicht ganz klar. Es scheint, dass die einfache, aus Steinbruchsteinen errichtete Umfangsmauer auf einem Erdwall errichtet wurde, der sich im nördlichen Teil der Ostseite des Stadtviertels noch immer abzeichnet. Die Stadt wurde durch vier Tore betreten – im Norden Roudnická, im Westen Malovarská (Slánská), im Süden Prager Tor und im Osten Chržínská (Mělnická). | 46912/2-640 Info Katalog  | weitere Bilder                           |
| Velvary, Karla Krohna 527, Velvary (Standort)                                        | Synagoge                                 | Das zweistöckige Gebäude mit fast quadratischem Grundriss und flachem Dach hat glatte Fassaden, die von großen runden Fenstern unterbrochen werden. Es wurde 1930–1931 nach einem Entwurf von František Albert Libra gebaut. | 49744/2-4379 Info Katalog | weitere Bilder                           |
| Velvary, Slánská 198, Velvary (Standort)                                             | Dekanat                                  | Der Kern des Komplexes (Wohngebäude und Wirtschaftsgebäude, die durch eine Mauer mit Tor abgegrenzt sind) ist ein Haus mit einem Walmdach mit Barockfassade und Statuen der Hl. Judas und Salvator. Im 19. Jahrhundert wurde es umgebaut und um wirtschaftliche Einrichtungen erweitert. | 20472/2-644 Info Katalog  | weitere Bilder                           |
| Velvary, nám. Krále Vladislava 8, Velvary (Standort)                                 | Stadthaus                                | Das massive zweistöckige Reihenhaus mit seiner markanten zweigiebligen Fassade war ursprünglich ergänzt durch umfangreiche Wirtschaftsgebäude; erhaltene Scheune. Das ursprünglich gotische Gebäude wurde im Renaissancestil erweitert und im barocken und klassizistischen Stil umgebaut. | 19687/2-647 Info Katalog  | Stadthaus                                |
| Velvary, Hradební, Velvary (Standort)                                                | Statue Unserer Lieben Frau der Schmerzen | Eine sehr beeindruckende Sandsteinstatue auf einem neugotischen Sockel aus dem letzten Drittel des 19. Jahrhunderts; Der Zeitstempel von 1878 auf dem Sockel ist heute nicht mehr lesbar. | 16920/2-653 Info Katalog  | Statue Unserer Lieben Frau der Schmerzen |
| Velvary, Velvary (Standort)                                                          | Friedhofskirche St. Georg                | Einschiffiges Hallengebäude mit halbkreisförmigem Chor, Sakristei und Giebelfassade. Die Kirche wurde von Santini Malvazione in den Jahren 1613–1616 erbaut und ist in seiner Renaissanceform in den Gemälden des Innenraums abgebildet. | 16591/2-643 Info Katalog  | weitere Bilder                           |
| Velvary, nám. Krále Vladislava 115, Velvary (Standort)                               | Stadthaus                                | Einstöckiges Reihenhaus mit breiter Fassade und erhaltenen Wirtschaftsgebäuden. Ursprünglich war es ein mittelalterliches Gebäude (Keller, Umfassungsmauerwerk), später barockisiert und im 20. Jahrhundert rekonstruiert. | 31034/2-650 Info Katalog  | Stadthaus                                |
| Velvary, nám. Krále Vladislava, Velvary (Standort)                                   | Mariensäule                              | Die Bildhauergruppe ist das Werk des Bildhauers aus Litoměřice Tiroler Herkunft František Tollinger und seines Sohnes Matěj. Das Mauerwerk mit architektonischen Elementen und einem Sockel mit Säulen, ist das Werk des Steinmetzes Antonin Falke. Die Säule wurde zwischen 1716 und 1718 erbaut. | 31590/2-651 Info Katalog  | weitere Bilder                           |
| Velvary, nám. Krále Vladislava, Velvary (Standort)                                   | Kirche der Hl. Katharina                 | Einschiffiges Gebäude mit eingekerbtem, fünfeckig geschlossenem Chor und prismatischem Turm an der Nordseite. Die 1337 geweihte Kirche wurde mehrfach umgebaut (Gotik, Renaissance, Neugotik). Das Ensemble wird durch einen Glockenturm aus der Renaissance und eine Reihe von Barockstatuen und Grabsteinen ergänzt. | 31306/2-641 Info Katalog  | weitere Bilder                           |
| Velvary, nám. Krále Vladislava 10, Velvary (Standort)                                | Hospoda Panská                           | Freistehender Gasthof in L-Form, überdacht mit einem Satteldach mit Mansarde. Die Fassaden sind regelmäßig durch Rahmen gegliedert. Das vom Prager Barockarchitekten Pavel Ignác Bayer entworfene Haus aus dem Ende des 17. Jahrhunderts wurde in späteren Perioden rekonstruiert. | 31967/2-648 Info Katalog  | Hospoda Panská                           |
| Velvary, gegenüber dem ehemaligen Spital bei der Kirche sv. Jiří, Velvary (Standort) | Statue des Hl. Johannes von Nepomuk      | Die hochbarocke Sandsteinstatue eines Heiligen, gekleidet in ein typisches Gewand, stammt aus dem Jahr 1730. | 34003/2-652 Info Katalog  | weitere Bilder                           |
| Velvary, nám. Krále Vladislava 1, Velvary (Standort)                                 | Rathaus                                  | Zweigeschossiges massives freistehendes dreiflügeliges Gebäude mit spätbarocker Fassade. Das Renaissance-Haus im Erdgeschoss (Santini Malvazione) wurde im ersten Drittel des 18. Jahrhunderts erheblich erweitert (Erbauer Volf). Das endgültige Erscheinungsbild erhielt das Rathaus nach 1795 von Ignác Palliardi. | 33183/2-645 Info Katalog  | weitere Bilder                           |
| Velvary, nám. Krále Vladislava 57, Velvary (Standort)                                | Reihenhaus Reduta                        | Im Kern des dreiflügeligen Eckhauses befindet sich ein massives zweistöckiges Gebäude mit Mansardendach. Der ursprünglich gotische Kern wurde im Renaissancestil umgebaut. Das Gebäude aus dem Anfang des 17. Jahrhunderts wurde später leicht modifiziert. | 35132/2-649 Info Katalog  | Reihenhaus Reduta                        |
| Velvary, bei Nr. 51, Chržínská, Velvary (Standort)                                   | Stadthaus                                | Bossiertes Tor der Spätrenaissance mit einem Gewölbe an der Spitze und einem rechteckigen pilasterförmigen Anbau. Das Tor gehörte zu einem abgerissenen Haus von 1614. | 25160/2-4088 Info Katalog | Stadthaus                                |
| Velvary, in der ehemaligen Siedlung Malovary, Velvary (Standort)                     | Allerheiligenkirche                      | Eine einschiffige Kirche mit einem versetzten rechteckigen Presbyterium, das von einem mit Biberschwänzen bedeckten Satteldach abgeschlossen wird. Das Gebiet mittelalterlichen Ursprungs (mit einem Glockenturm und einer Mauer mit einem Tor) wurde um 1700 erweitert und angepasst. | 24848/2-642 Info Katalog  | weitere Bilder                           |

### Ješín
| Lage                             | Objekt                              | Beschreibung                                                                                    | ÚSKP-Nr.                  | Bild |
| -------------------------------- | ----------------------------------- | ----------------------------------------------------------------------------------------------- | ------------------------- | ---- |
| Im Museum von Velvary (Standort) | Statue des Hl. Johannes von Nepomuk | Wertvolle Barockskulptur aus der Zeit um 1730, die ursprünglich vor der Kapelle in Ješín stand. | 40681/2-4023 Info Katalog | BW   |

### Radovič
| Lage                                               | Objekt                                                         | Beschreibung | ÚSKP-Nr.                  | Bild                                                           |
| -------------------------------------------------- | -------------------------------------------------------------- | --- | ------------------------- | -------------------------------------------------------------- |
| Radovič, unterhalb der Siedlung Radovič (Standort) | Kapelle der Heiligen Dreifaltigkeit mit dem Brunnen der Kerzen | Die Kapelle Hl. Dreifaltigkeit und Brunnen „Svěcenka“ ist ein einzigartiger Beweis für die barocke Anpassung des Gedenkbrunnens. Die kleine, einfach segmentierte Nischenkapelle mit einem halbrunden Anbau wurde 1714 erbaut. | 16808/2-4407 Info Katalog | Kapelle der Heiligen Dreifaltigkeit mit dem Brunnen der Kerzen |